# Azawakh

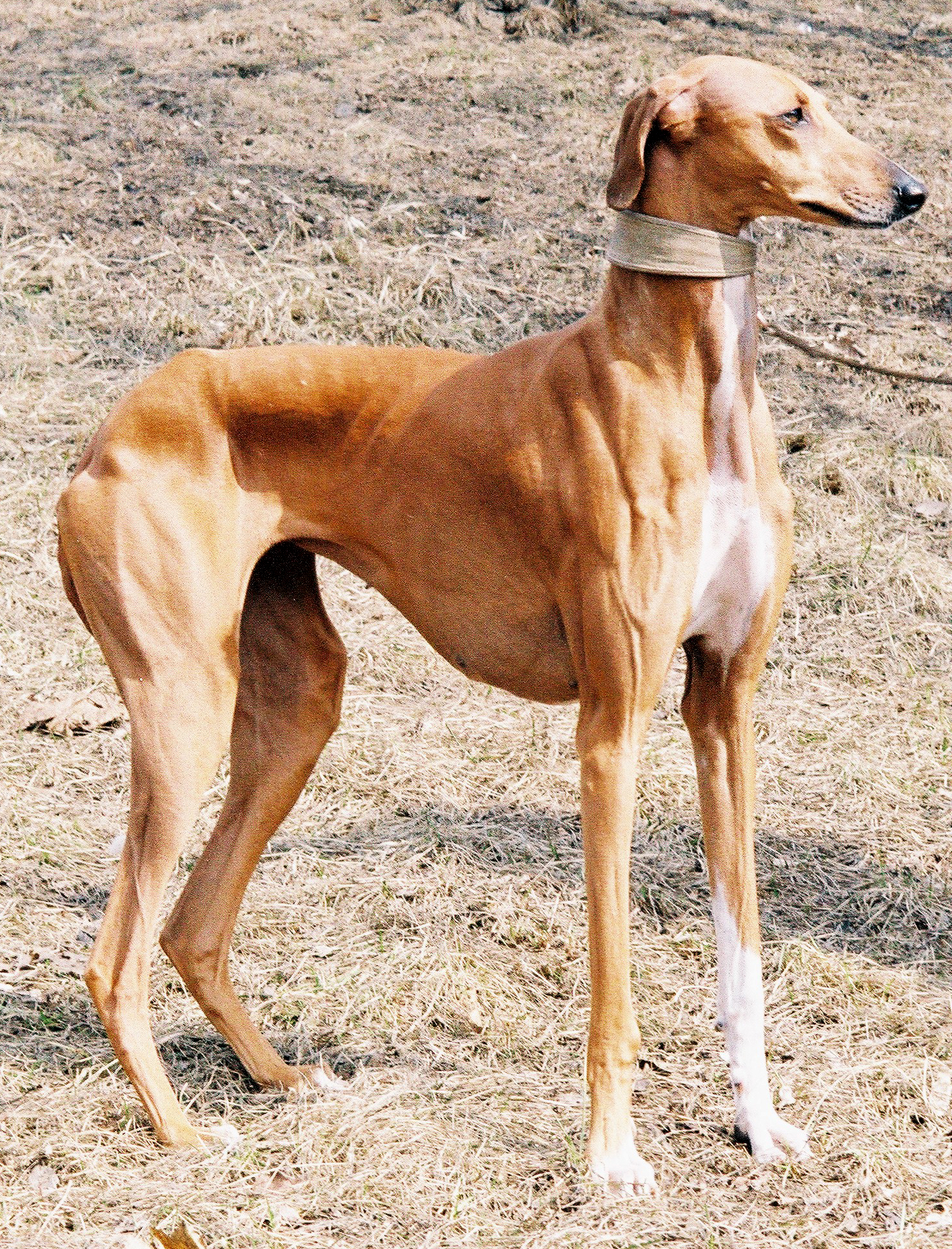
Azawakh

L'Azawakh és una raça canina africana present en països com Mali, Níger i Burkina Faso. D'aquest gos llebrer solia servir-se diversos pobles nòmades del Sàhara com a guardià i com a caçador de gaseles.

## Aparença

### Grandària i pes
Alçada a la creu: Mascles de 64 a 74 cm i un pes aproximat entre 20 i 25 quilograms. Les femelles són més petites i fan aproximadament de 60 a 70 cm a la creu i tenen un pes de 15 a 20 quilograms. També està admesa una alçada major, sempre que la simetria no estigui compromesa.

### Cap
El cap de l'Azawakh és llarg, prim i cisellat, i la volta cranial és aplanada. El nas és negre o marró fosc, i té fosses nasals ben obertes. El musell és llarg i recte, aprimant-se cap al seu extrem, però sense arribar a ser puntegut.

### Ulls i orelles
Els ulls són grans i en forma d'ametlla, són de color fosc o ambre. Les orelles són de forma triangular amb l'extrem rom i estan inserides molt a dalt. Són primes i cauen planes, enganxades al crani.

### Cua
No gaire ampla, disminuint el seu gruix cap a la punta. La textura i color del pèl és semblant al del cos. Acaba en una brotxa blanca. Caiguda amb la punta lleugerament corbada.

### Pelatge
El pelatge d'aquests gossos és curt i fi, i s'admet en diferents tonalitats de lleonat, des del sorra clar fins al lleonat fosc. També s'accepta tigrat. El pit, la punta de la cua i cadascuna de les quatre potes han de presentar taques blanques.

## Temperament
L'Azawakh és un gos reservat i distant amb els estranys, però lleial, atent i afectuós amb els seus. És un gos amb un fort instint territorials i protector, per la qual cosa pot ser un bon guardià. Aquests gossos no responen bé a l'ensinistrament tradicional. S'han d'emprar mètodes d'ensinistrament caní en positiu. Necessiten una bona socialització des de ben petits.

## Salut i esperança de vida
Té una esperança de vida propera als 12 anys, tot i que alguns arriben a viure fins a 15 anys. Com altres llebrers, és susceptible d'alguns problemes de salut com l'epilèpsia, la torsió gàstrica, l'espondilosi i problemes autoimmunes. També és molt sensible als climes freds, tot i que s'hi adapta amb facilitat.